# خانه خدابخش خلیلی
خانه خدابخش خلیلی مربوط به اواخر دوره قاجار است و در شهرستان خوسف، روستای نوغاب خور واقع شده و این اثر در تاریخ ۲۵ اسفند ۱۳۷۹ با شمارهٔ ثبت ۳۴۵۴ به‌عنوان یکی از آثار ملی ایران به ثبت رسیده است.